# Filzbuchweiher
Der Filzbuchweiher ist ein künstliches Gewässer bei Filzbuch im bayerischen Landkreis Bad Tölz-Wolfratshausen.

## Beschreibung
Der etwa 0,7 ha große Weiher liegt im Eurasburger Wald knapp einen Kilometer nördlich des Weilers Filzbuch. Der Weiher hat an der Westseite ein Wehr, welches den Filzbach-Weiher-Graben staut und somit den Weiher bildet. Der Bach entwässert über den Straßgraben in den Starnberger See. Der durch Huminsäuren dunkel gefärbte Weiher grenzt an ein Hochmoor im Osten.